# Hydrelia impuncta
Hydrelia impuncta là một loài bướm đêm trong họ Geometridae.